# F. W. Bræstrup
Frits Wimpffen Bræstrup (* 20. September 1906 in Hornbæk; † 9. Februar 1999 in Asminderød), häufig als F. W. Bræstrup bekannt, war ein dänischer Zoologe. Er interessierte sich vor allem für das Verhalten und die Evolution von Säugetieren und Vögeln sowie für Ohrwürmer (Dermaptera). 

## Leben

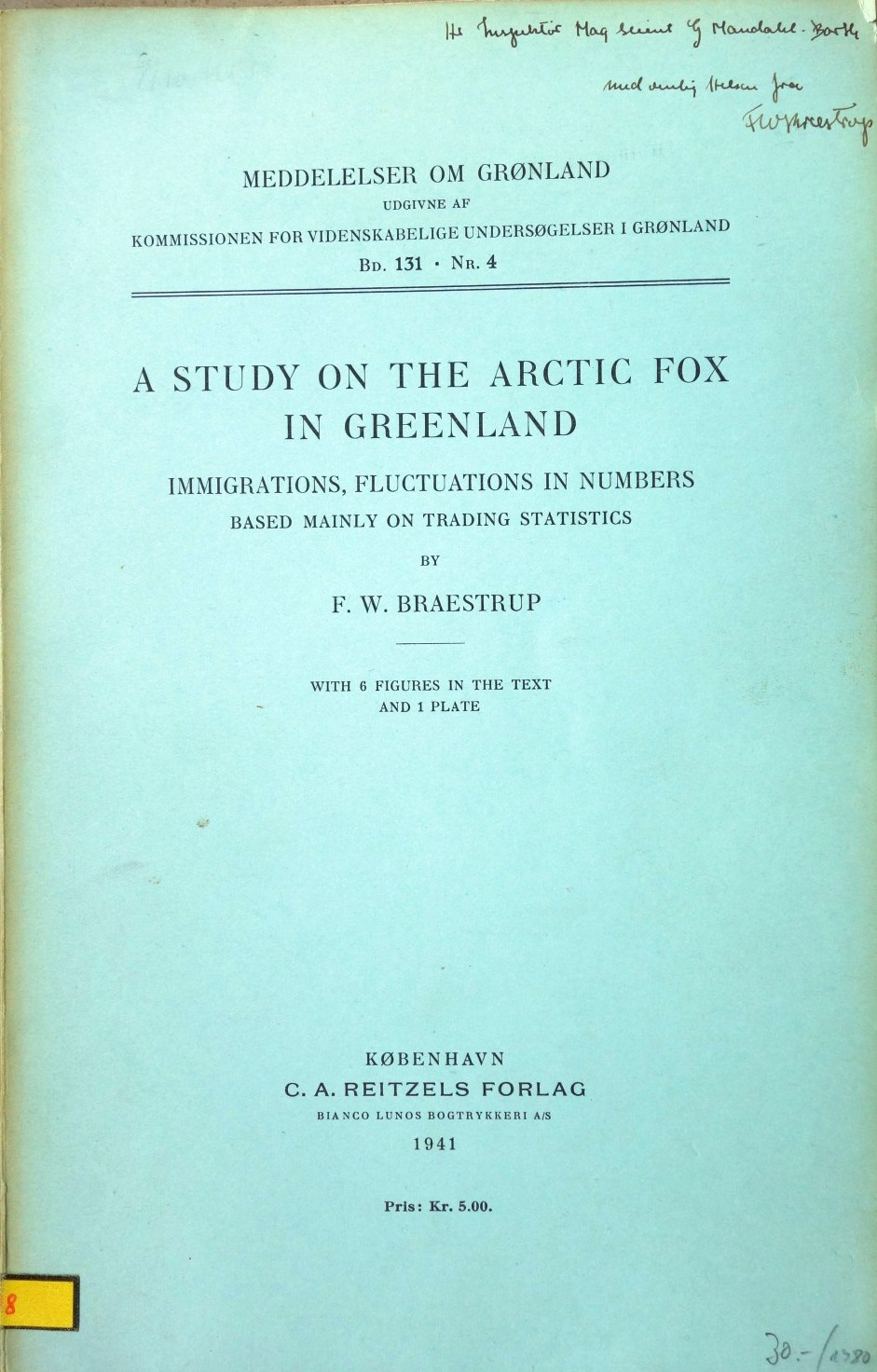
Titelblatt von Bræstrups Dissertation A study of the Arctic Fox in Greenland – immigrations, fluctuations in numbers

Bræstrup war der Sohn von Tycho Cosmus Wimpffen Bræstrup und Inger Bentzon. Sein Vater war Rechtsanwalt, seine Mutter Schriftstellerin. 1924 begann er ein Zoologiestudium an der Universität Kopenhagen, das er 1931 mit dem Magistertitel abschloss. 1936 heiratete er auf Schloss Christiansborg die Schauspielerin Ebba Augusta With, von der er sich 1947 scheiden ließ. Von 1947 bis 1961 war er mit Grete Lis Hilsted verheiratet. 1937 begann er an der Wirbeltierabteilung des Zoologischen Museums Kopenhagen zu arbeiten, erhielt aber erst 1944 eine Festanstellung. 1960 wurde er Leiter der Wirbeltierabteilung und 1976 ging er in den Ruhestand. Im Jahr 1947 nahm er zusammen mit Graf Gregers Ahlefeldt-Laurvig-Bille und dem Restaurator H. E. Jakobsen an einer Expedition nach Ostafrika teil, bei der er ökologische Studien durchführte und Wirbeltiermaterial sowie Ohrwürmer für die Naturkundemuseen in Kopenhagen und Aarhus sammelte.
Bræstrups erste Arbeiten befassten sich mit der Systematik der Säugetiere, später wandte er sich Studien über Tierwanderungen und die periodischen Schwankungen der Tierbestände zu. 1941 wurde er mit der Dissertation A study of the Arctic Fox in Greenland – immigrations, fluctuations in numbers zum Doktor promoviert. Diese Arbeit über den grönländischen Polarfuchs beruhte hauptsächlich auf Handelsstatistiken. In einigen kleineren Artikeln erörterte Bræstrup zoogeografische Probleme in der Sahara und auf ozeanischen Inseln im Pazifik, während er sich in späteren Arbeiten mit der Evolution unter ökologischen und tierpsychologischen Gesichtspunkten befasste, darunter 1971 in seiner Schrift The evolutionary significance of learning.
Zu Bræstrups Bibliographie zählen From the Paths of Animals, 1948 (mit Zeichnungen von Henning Anthon), The World of Birds, 1953, The Evolution of Animals, 1954, Beiträge in den Buchreihen Nordens Fugle i Farver (1962), Danmarks Natur (1968 und 1969) sowie die Schrift Hjortebogen, 1952, die auf Bræstrups umfangreichen Verhaltensstudien über Rothirsche in freier Wildbahn beruht. In der Reihe Danske Dyr schrieb Bræstrup zusammen mit Hans Hartvig Seedorff Pedersen und Niels Blædel Einträge über das Eichhörnchen, den Braunbrustigel, den Dachs und den Kiebitz. 1950 war er Hauptautor des dreibändigen Werks Vort Lands Dyreliv, in dem er sich unter anderem selbst mit Raubtieren befasste.

## Dedikationsnamen
1968 benannte Edward Harrison Taylor die Schleichenlurchart Chthonerpeton braestrupi und 1985 Jens B. Rasmussen die Natternart Crotaphopeltis braestrupi aus Kenia zu Ehren von F. W. Bræstrup.